# 楚義帝
楚義帝（？—前206年），芈姓，熊氏，名心，是秦朝末年的政治人物、楚國宗室，楚懷王之孫也是考烈王的堂弟，後受原楚國貴族項梁擁立，成為反秦的起義軍領袖之一。由於楚國百姓哀憐其祖父楚懷王，他就襲用祖父的稱號，自封楚懷王，故後人稱楚後懷王或後楚懷王。秦亡後，項羽尊稱他為楚義帝。前206年在徙往郴縣、通過衡山王吳芮與臨江王共敖領國途中，項羽命英布將義帝於江河中刺殺。死因不詳，民間相傳為溺斃。

## 生平

### 早年
楚亡之後，熊心在鄉間地方隱居，以牧羊為生。

### 立为楚王
秦末民變時，前209年七月陳勝和吳廣發動大澤之變，前208年陳勝敗死於章邯。項梁知道后，召诸将在薛县商议后事。居鄛人增前往向项梁提出建議，在民間找到楚懷王熊槐之孫熊心，立熊心為楚王，仍號「楚懷王」，定都盱台（今江蘇盱眙縣），以爭取楚人民心。

### 援赵
項梁在同年的定陶之戰中敗死於章邯後，在外的楚军返回自保，吕臣军驻扎在彭城东，项羽军驻扎在彭城西，沛公军在砀县。怀王感到害怕，從盱台遷都彭城，自领项羽、吕臣的军队。以吕臣为司徒，以其父吕青为令尹。以刘邦为砀郡长，封为武安侯，统领砀郡兵。
赵国数次求援，因齐使者高陵君「显」当时在楚国，经他的推荐，怀王召宋义相谈，很高兴。
于是怀王命宋义为上将军，封项羽为长安侯，号为鲁公，为次将，范增为末将，前往救赵。其余军队将领都听宋义调遣，称为卿子冠军。
項羽因怨恨秦军杀死项梁，請求懷王准許他跟劉邦一起進攻關中，怀王诸将以项羽残暴为由，没有同意。而派刘邦西进入关。
怀王又立下「懷王之約」，許諾封首先攻入秦國首都咸陽的將領為关中王。

### 鉅鹿之戰
宋義在安陽停留數十日不肯進兵，被項羽憤而刺殺，奪取兵權，項羽兵變取得對諸將的指揮權之後，懷王只好任命項羽代替宋義為上將軍。項羽進兵率領諸侯聯軍鉅鹿，在鉅鹿之戰取得決定性勝利，消滅王離統率的秦軍主力之一，威震天下，諸侯紛紛歸順，自命「諸侯上將軍」，勢力大增。
前207年十月，劉邦首先進入咸陽，接受秦三世子嬰的投降。其後項羽大軍抵達，殺了子嬰。雖然項羽希望懷王封他為關中王，但懷王的答覆是「如約」，項羽見情勢不對，知道懷王並不信任自己，也不願繼續聽命於懷王，因此向諸將表示懷王是項氏擁立的，但懷王沒有戰功，滅秦定天下的功勞在於項羽本人與各位將領們，眾人都認同。

### 尊为义帝
項羽在前206年正月尊懷王為「義帝」，但其實是把義帝當作傀儡。隨後項羽在二月自行分封天下諸侯，劉邦被封為漢王，項羽則自立為「西楚霸王」，定都彭城。
不久項羽把義帝流放至長沙郴縣，義帝被逼起行，在途中項羽暗中命令英布等人殺害義帝。漢王劉邦後來出兵進攻項羽時，曾以項羽暗殺義帝作為開戰理由之一。
義帝真正的死因不詳，只知道在江中遇害，民間說書中傳為溺死，以保留全屍。

## 义帝陵
位于湖南省郴州市北湖区，内有义帝陵墓，义帝新碑和义帝祠等设施。

## 影視形象
- 1994年香港電影《西楚霸王》由顾宝明飾演。
- 1998年中國古裝歷史劇《汉刘邦》由曹志鹏、孙敬季（童年）飾演。
- 2004年香港電視劇《楚漢驕雄》：由敖嘉年飾演。
- 2006年中國古裝歷史劇《楚汉风云》由王荧欣飾演。
- 2011年中國電影《鸿门宴传奇》由赵会南飾演。
- 2012年中國古裝歷史劇《楚汉传奇》由姬晨牧飾演。
- 2015年中國古裝歷史劇《秦时明月》由宋来运飾演。